# Josef Ochs
Josef Ochs (Schmitten im Taunus, 31 marzo 1905 – 12 novembre 1987) è stato un poliziotto tedesco, ufficiale di polizia e SS-Obersturmführer. Fu coinvolto nella deportazione di Sinti e Rom nei campi di concentramento. Fu presente nel Führerbunker a Berlino durante gli ultimi giorni di vita di Hitler, lasciò il bunker il 1º maggio 1945.
Dal 1951 al 1965 lavorò presso l'Ufficio federale della polizia criminale (in tedesco Bundeskriminalamt, BKA).

## Biografia
Nacque a Schmitten il 31 marzo 1905. Studiò legge ed economia all'Università di Francoforte, all'Università di Monaco e all'Università di Erlangen-Norimberga. Nel 1933 conseguì il dottorato di ricerca e iniziò a lavorare nell'azienda del padre fino al settembre 1936, quando entrò come socio di un'azienda nel commercio di scarpe.

### Carriera
All'inizio di ottobre del 1936 entrò nelle forze di polizia e nel luglio del 1938 superò gli esami di commissario a Francoforte. Si iscrisse al Partito nazista nel 1937 (nº 5927971) e nel febbraio 1938 entrò nelle Schutzstaffel (nº 290982). Il 2 luglio 1938 fu promosso SS-Obersturmführer. Nel settembre 1938, si sposò con la figlia di un farmacista di 13 anni più giovane, da cui nacquero due figli tra il 1939 e il 1943. Alla fine del 1938 fu trasferito a Düsseldorf.
Il 15 gennaio 1939 fu nominato detective della Kriminalpolizei nazista. Successivamente, dalla fine del 1939 al luglio 1941 lavorò come ufficiale responsabile delle ammissioni ai campi di concentramento nazisti. In questa veste fu coinvolto nella deportazione di Sinti e Rom.
Fu presente nel Führerbunker di Berlino durante gli ultimi giorni di Hitler, nell'aprile 1945. Ochs lasciò il complesso del bunker il 1° maggio 1945.

## Nel dopoguerra
Dopo la resa della Germania nel 1945, fu inviato al centro di detenzione di Neuengamme fino all'inizio del giugno 1945. Nel dopoguerra, dal 1951 al 1965, lavorò presso l'Ufficio federale di polizia criminale (BKA) a capo del gruppo di supporto e fu anche responsabile della raccolta delle informazioni.